# Gniewoszów (Powiat Kozienicki)
Gniewoszów ist ein Dorf sowie Sitz der gleichnamigen Landgemeinde im Powiat Kozienicki der Woiwodschaft Masowien, Polen.

## Gemeinde
Zur Landgemeinde Gniewoszów gehören folgende 17 Ortschaften mit einem Schulzenamt:
Boguszówka
Borek
Gniewoszów
Kociołek
Marianów
Markowola
Markowola-Kolonia
Mieścisko
Oleksów
Regów Stary
Sarnów
Sławczyn
Wólka Bachańska
Wysokie Koło
Zalesie
Zdunków
Zwola
Weitere Orte der Gemeinde sind Podmieście, Regów Nowy und Stawki.